# Archivio di Stato di Novara
L'Archivio di Stato di Novara è l'ufficio periferico del Ministero dei beni e delle attività culturali e del turismo che per legge conserva la documentazione storica prodotta dagli enti pubblici della provincia di Novara e per deposito volontario, custodia temporanea, donazione o acquisto ogni altro archivio o raccolta documentaria di importanza storica.

## Ubicazione
La sede dell'istituto, in via dell'Archivio n. 2, occupa una porzione dell'antico monastero di Santa Maria Maddalena che nel XVII secolo aveva acquisito tutto l'isolato compreso tra le attuali via Silvio Pellico (est), corso Cavallotti (sud), via Mario Greppi (nord), via dell'Archivio (ovest). 

## Storia
Nel 1799 il monastero fu soppresso e nel 1804 cominciò la fase di frazionamento del convento, che comportò l'utilizzo di gran parte dei fabbricati per il Liceo Classico istituito da Napoleone Bonaparte.
Sempre durante l'occupazione napoleonica, nel 1806 il prefetto dipartimentale Mocenigo richiese di insediare a Novara l'archivio notarile, come istituito in tutti i capoluoghi di dipartimento, secondo il regio decreto del 17 giugno 1806. Fu incaricato l'ingegnere Luigi Orelli, uno dei più attivi professionisti del tempo, di cercare il luogo adatto: visitò e considerò numerosi edifici, optando infine per l'antico monastero di Santa Maria Maddalena, accanto al Liceo Dipartimentale dove egli stesso insegnava, poiché costrutto con solidità e adatto ad accogliere un ampio deposito. Lo stesso Orelli si occupò della ristrutturazione, progettò e fece realizzare la grandiosa scaffalatura in legno di noce a tre ordini (2340 metri utili - 117 sezioni) addossata alle pareti della ex chiesa di Santa Maria Maddalena annessa al convento.

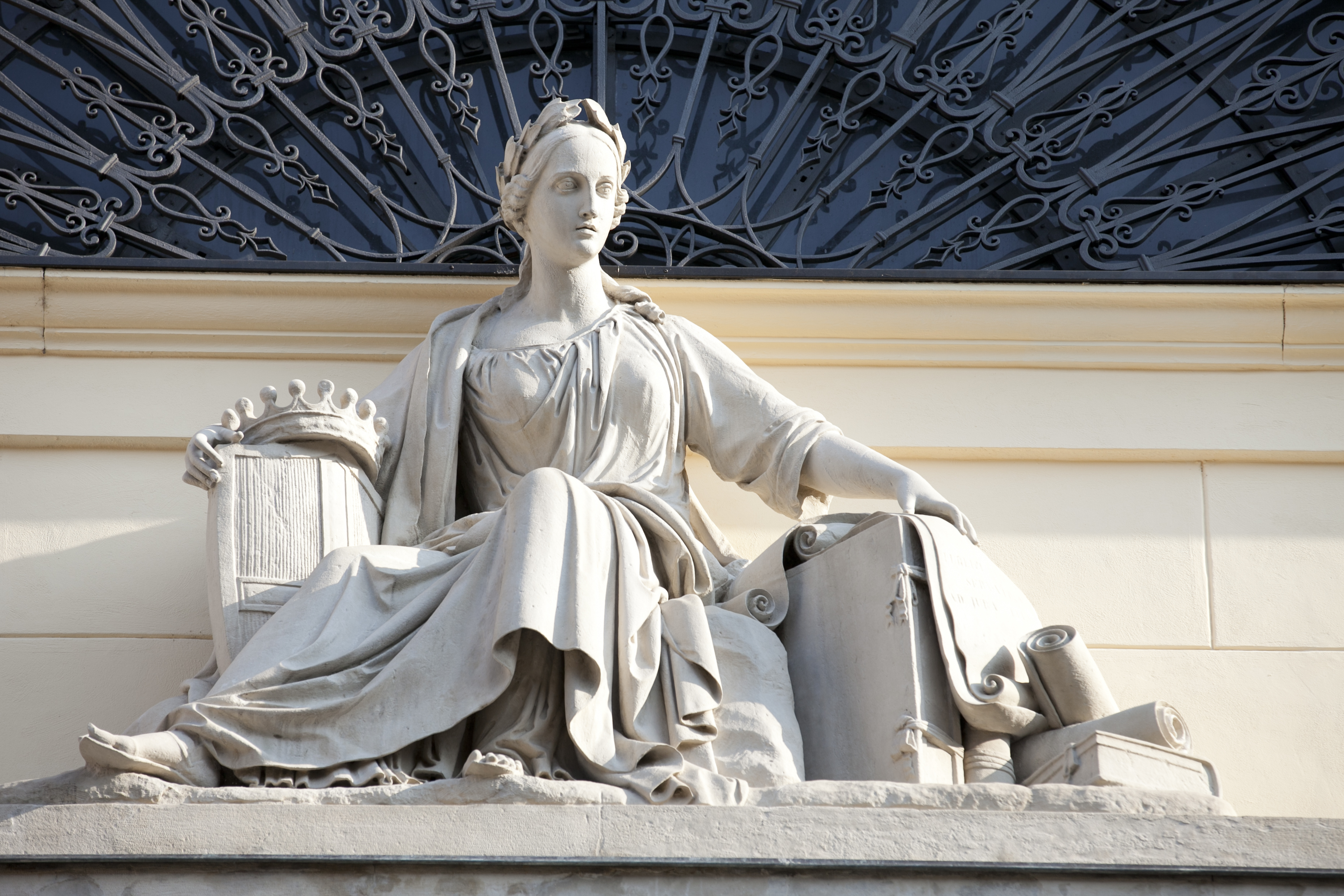
Genio della conservazione, sovrastante l'ingresso

Nel 1823 il fabbricato fu acquistato dal Comune di Novara, che nel 1851 affidò all'ing. Antonio Busser il rifacimento della facciata, sul cui archivolto fu collocato l'alto rilievo raffigurante il Genio della Conservazione, opera dello scultore Giuseppe Argenti..
Nel 1972 l'Archivio di Stato si insediò in questi locali dopo alcuni lavori di adattamento; nel 1987 la sede fu ampliata con l'acquisizione di alcuni locali contigui della settecentesca Casa Andreoni. Nel 1997 venne assegnato all'Archivio di Stato un fabbricato demaniale adiacente ai locali di via dell'Archivio. Nel 1999 sono iniziati i lavori di adeguamento funzionale e strutturale di tutta la sede dell'Istituto, che si sono conclusi con l'inaugurazione del 31 maggio 2007.
Fino al 1998 vi era una Sezione dell'Archivio di Stato di Novara a Verbania, che divenne poi Archivio di Stato autonomo in seguito alla creazione della nuova Provincia del Verbano-Cusio-Ossola.

## Patrimonio
Hanno arricchito l'istituto e ampliato le possibilità di ricerca storica l'archivio della
Provincia, numerosi archivi privati e alcune raccolte di grande pregio, come la collezione di autografi
Finazzi e soprattutto il fondo di pergamene, statuti, disegni, stampe, autografi e altri manoscritti
della biblioteca civica. Presso l'AS Novara si trovano fondi relativi in prevalenza al Medio e Basso
novarese, ma anche al Verbano e all'Ossolano, alla Valsesia ora vercellese, al Vigevanasco e alla
Lomellina, ora pavesi.